# سكاتووني
سكاتووني (بالإنجليزية: Skatoony)‏ هو برنامج عرض في شهر 5 (مايو) عام 2011 عل قناة قناة كرتون نتورك بالعربية والبرنامج يصف برنامج مسابقات بين الإنسان والكرتون.
الشخصيات:1)أبو العريف: وهو المثقف ومقدم البرنامج.
2)الجغل: يعطي الفائز المتاهل للمرحلة الأخيرة صفقة الجغل.
3)الإنسان والكرتون: يتبارز كل واحد على الآخر والذي يجمع أكبر عدد من النقاط يفوز بكأس اسالوني يا سكاتووني.

## روابط خارجية
- سكاتووني على موقع IMDb (الإنجليزية)
- سكاتووني على موقع ميتاكريتيك (الإنجليزية)